# Afix
Afix je jednotlivý morfém, který se připojuje k základnímu morfému slova – kořenu nebo kmeni. Afixy se používají k odvozování slov (derivativní afixy) nebo k vyjadřování mluvnických kategorií při skloňování a časování (flektivní afixy).

## Typy afixů
Podle pozice, ve které se afix připojuje, se rozlišuje:
- prefix (předpona) – připojuje se před jiný morfém: prefix‑kořen (např. PRAles, VÝlov)
- sufix – připojuje se za jiný morfém: kořen‑sufix (lovEC)
  - přípona – připojuje se za morfém při vytváření odvozených slov (učiTEL, lovEC)
  - koncovka – flektivní sufix, připojuje se za morfém kvůli skloňování nebo časování (mladÝ, mladÁ, mladÉ; pánA; neseME)
  - postfix – připojuje se až za flektivní sufix; ve sklonných slovech stojí až na samém konci za koncovkou (kdoKOLI, kohoSI, komuSI ...; coŽ, čehoŽ, čemuŽ ...; )
- cirkumfix – připojuje se před i za jiný morfém: cirkum‑kořen‑fix (NÁměstÍ, PODpatEK, SOUostrovÍ)
- infix (vpona) – vkládá se do jiného morfému, nastavuje slovo. Podle Nového encyklopedického slovníku češtiny infix (ko‑in‑ře‑fix‑n) v češtině neexistuje[1]
- interfix, nazývaný někdy spojovací morf(ém), kompoziční morf(ém), samohláska, vokál, konekt(ém), je morf(ém) s čistě konstrukční (delimitačně‑spojující) funkcí; při slovotvorném postupu skládání slouží ke spojení předního a zadního členu složeniny do nového slova. V češtině je interfix realizován nejčastěji morfémem ‑o‑ (cukrOvary, hladOmor, holObyt, horOlezec, mrakOdrap, vodOvod)[2]

## Afixy v češtině
V tvarosloví češtiny se rozlišují:
- prefixy (předpony) – slouží především k odvozování nových slov (derivativní). Výjimečně mohou mít i flektivní funkci, např. předpona po-/pů- při tvoření budoucího času některých nedokonavých sloves (jet – pojedu, jít – půjdu)
- sufixy (přípony) – používají se jak derivativní (přípony), tak flektivní (koncovky), přičemž platí zásada jediné koncovky, neboť koncovka v češtině vyjadřuje více mluvnických kategorií najednou. Řídce se užívají i postfixy, které se vkládají až za koncovku, nejčastěji -s (psals) a -ť (toť)[3]
- infixy (vpony) – mají v češtině zejména funkci spojovací, např. mezi kmenem a sufixy
- za cirkumfix se v češtině považuje kombinace předpony a přípony při tvoření 3. stupně přídavných jmen a příslovců, např. nej- + krásn|ý + -ější > nejkrásnější
- nejčastějším interfixem je -o-: modr|ý + -o- + bílý > modrobílý

Příklady:
- Slovo ne-hoř-l-av-ý obsahuje předponu (prefix) ne~, kořen ~hoř~, vponu (infix) ~l~, příponu ~av~ a koncovku ~ý (~av~ a ~ý jsou sufixy).
- O děd-ečk-ovi-s nemluvil. Ke kořenu (radix) děd je připojena deminutivní přípona ~ečk~, koncovka ~ovi~ a postfix ~s.